# Kenji Suzuki
Kenji Suzuki (født 3. september 1986) er en japansk professionel fodboldspiller.
Han har spillet for flere forskellige klubber i sin karriere, herunder FC Tokyo, Gainare Tottori og Blaublitz Akita.